# Besoarget
Besoarget (Capra aegagrus aegagrus) är en underart av vildget, nära besläktad med tamgeten.
Den lever i buskmarker från havsytan från höga berg, från Turkiet till Pakistan. En nära besläktad population på Kreta (kri-kri) är starkt uppblandad med tamgetter. Besoargeten har brun rygg medan huvud och övre delen av benen är svarta. Dess storlek varierar mycket med en vikt på mellan 25 och 90 kilo och mankhöjd på mellan 60 och 100 centimeter. Hornen är hoptryckta från sidonra och har en skarp främre och bakre kant. Vanligen lever de i små flockar om upp till 20 djur.
Besoargeten jagades tidigare kraftigt för besoarens skull.